# Puerto de Latakia
El Puerto de Latakia (en árabe: ميناء اللاذقية) es el principal puerto marítimo en Siria. Está situado en el Mar Mediterráneo en la ciudad de Latakia. El puerto es la ruta principal en Siria para contenedores, a pesar de que también se ocupa de una gran cantidad de metales, maquinaria, productos químicos y productos alimenticios. En 2004, 5,1 millones de toneladas fueron descargadas y 1 millón de toneladas fueron cargados desde el puerto de Latakia. Algunas nuevas inversiones de muelle están en marcha en el puerto. El puerto es administrado por una empresa estatal semiautónoma.